# Magdalena von Callot
Magdalena von Callot, geborene Marie Magdalene Wagmuth, (* 29. November 1774; † 12. Oktober 1847 in Wien) war eine österreichische Schriftstellerin.
Sie war die Tochter des k. k. Ober-Kriegs-Commissairs Franz Wagmuth und erhielt ihre Erziehung im Hause ihres Vaters und begann schon früh zu schreiben. Sie heiratete den Offizier Johann von Callot, mit dem sie zwei Söhne hatte, den Offizier Eduard von Callot (1793–1862) und den Zivilingenieur Carl von Callot (* 16. Mai 1806).

## Veröffentlichungen
- Licht- und Schattengemälde in gemüthlichen Erzählungen. Brünn 1822
- Kleine Romane und Erzählungen. Wien 1823
- Cyanen-Kränze. Erzählungen in zwanglosen Bänden. Wien 1826
- Myrthenreiser. Erzählungen. 3 Bände, Wien 1826
- Nacht-Violen. Erzählungen. Wien 1828